# Ross Perot

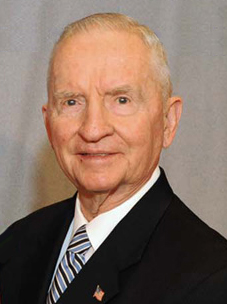
Ross Perot (2008)

Henry Ross Perot (* 27. Juni 1930 als Henry Ray Perot in Texarkana, Texas; † 9. Juli 2019 in Dallas, Texas) war ein US-amerikanischer Unternehmer und Politiker (GOP ab 2000, davor Reform Party (1995–2000), davor parteilos bis 1995).

## Leben
Henry Ray Perot wurde am 27. Juni 1930 in Texarkana, Texas, als Sohn und drittes Kind von Gabriel Ross Perot, einem Baumwollmakler und nebenberuflichen Pferdehändler, und Lulu May Perot, einer Sekretärin eines kleinen Holzhändlers, geboren.
Schon als 7-Jähriger, während der Great Depression, verkaufte er Weihnachtskarten, Saaten und Zeitungen und unterstützte seinen Vater im Verkauf von Pferdesätteln und Pferden.
Im Alter von 12 Jahren änderte er seinen Vornamen amtlich zu Ross, um seinen Vater und seinen 1927 im Alter von drei Jahren verstorbenen älteren Bruder Gabriel Ross Jr. zu ehren.
Er besuchte das Texarkana College, wo er zum Schülersprecher gewählt wurde, sich an der Herausgabe eines Jahrbuchs beteiligte und sich für die Entwicklung eines Sportprogramms und die Erweiterung des Schulgeländes einsetzte. Ab 1949 besuchte er die U.S. Naval Academy in Annapolis, die er 1953 abschloss. Er blieb bis 1957 bei der US Navy. 1956 heiratete er Margot Gertrude Birmingham, Studentin am Goucher College, die er 1952 als Offiziersanwärter in Baltimore kennengelernt hatte. Mit ihr hatte er fünf Kinder: Ross, Jr., Nancy, Suzanne, Carolyn, Katherine.
Ross Perot starb 89-jährig am 9. Juli 2019 in Dallas an Leukämie, welche fünf Monate vorher diagnostiziert wurde.

## Karriere in der Wirtschaft
Nachdem er einige Jahre bei IBM als Vertriebsmitarbeiter beschäftigt gewesen war, gründete Perot im Jahr 1962 mit der Electronic Data Systems Corporation (EDS) das, nach Unternehmensangaben, erste IT-Dienstleistungsunternehmen der Welt. Perot verkaufte es 1984 an General Motors und blieb bis 1987 Vorstandsvorsitzender der EDS. Mit dem Verkauf verdiente er 3,1 Milliarden US-Dollar.

### Perot Systems Corporation
Die Perot Systems Corporation (NYSE: PER) war ein Anbieter von Informationstechnologie und Dienstleistungen mit Sitz in Plano (Texas). Das Unternehmen wurde am 1. Juni 1988 von Perot gegründet und war in den USA, Europa, Indien und Mexiko und seit 2008 auch in China vertreten; EDS hatte 2008 ca. 23.000 Beschäftigte. Die Familie Perot hielt 25 Prozent der Anteile. Die Corporation wurde im September 2009 für 3,9 Mrd. US-Dollar von Dell übernommen und im März 2016 für 3,05 Mrd. US-Dollar an NTT Data weiterverkauft.

### Vermögen
Perot war Milliardär. Auf der Forbes-Liste 2016 wurde sein Vermögen mit ca. 3,9 Milliarden US-Dollar angegeben. Damit belegte er Platz 403 in der Rangliste der reichsten Menschen der Welt.

## Geiselbefreiung
Während seiner Zeit bei EDS organisierte Perot eine Gruppe unter der Leitung des ehemaligen Obersts der Special Forces Arthur D. Simons. Diese sollte zwei von Perots Mitarbeitern, William Gaylord und Paul Chiapparone, befreien, die 1979 im Iran nach der Islamischen Revolution als Geiseln genommen worden waren. Die Gruppe wartete ab, bis das Evin-Gefängnis von einer Gruppe von Aufständischen gestürmt wurde, um dann in der unübersichtlichen Lage die beiden Mitarbeiter über die Türkei außer Landes zu transportieren. Ken Follett verarbeitete die Geschichte in Auf den Schwingen des Adlers zu einem „Tatsachenthriller aus dem Iran“.

## Politik

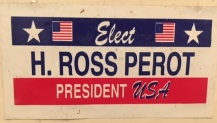
Wahlkampfaufkleber 1996

### Präsidentschaftskandidatur 1992
Perot trat als parteiloser Bewerber zur Präsidentschaftswahl 1992 an und erreichte 18,91 % der Stimmen. In Maine (30,44 %) und Utah (27,34 %) erreichte er den zweiten Platz vor Bill Clinton bzw. George Bush. Nach Wählerstimmen war er damit der erfolgreichste Herausforderer von Republikanern und Demokraten seit Theodore Roosevelt bei der Wahl 1912. Wahlmännerstimmen, die in der US-amerikanischen Präsidentschaftswahl ausschlaggebend sind, konnte er jedoch in keinem Bundesstaat erzielen. Das Motto seiner Wahlkampagne lautete: Ross for Boss.

### Präsidentschaftskandidatur 1996
1995 gründete Perot die Reform Party, deren Kandidat er bei der folgenden Präsidentschaftswahl 1996 war. Perots Stimmenanteil ging jedoch mit 8,4 % stark zurück, was vor allem damit zu tun hatte, dass er nicht zur Fernsehdebatte zugelassen wurde, im Gegensatz zu 1992. Es war seine letzte Bewerbung um das Amt.

### Spätere Präsidentschaftswahlen
Während der Präsidentschaftswahl 2000 distanzierte sich Perot jedoch von der Reform Party aufgrund von internen Parteikämpfen zwischen den zwei Spitzen-Kandidaten in den parteiinternen Vorwahlen, dem Paläokonservativen Pat Buchanan und dem Physiker und Aktivisten für Transzendentale Meditation John Hagelin, die er als Zerfall der Partei sah. In den letzten Tagen vor den Wahlen 2000 stellte sich Perot gegen den Kandidaten der Reform Party Pat Buchanan und unterstützte stattdessen George W. Bush. Pat Buchanan und die Reform Party erreichten schließlich ein landesweites Wahlergebnis von 448.895 Stimmen, was etwa 0,4 % der landesweit abgegebenen Stimmen entsprach.
In der Präsidentschaftswahl 2008 sprach er sich gegen John McCain aus und unterstützte stattdessen McCains parteiinternen Konkurrenten Mitt Romney, welchen er auch 2012 unterstützte. 2016 unterstützte Perot allerdings weder den Präsidentschaftskandidaten der Republikaner Donald Trump noch die Präsidentschaftskandidatin der Demokratischen Partei Hillary Clinton.

## Politische Positionen
Perots Stil und Positionen bestanden aus einem Mix unterschiedlicher politischer Konzepte, was von Beobachtern entweder als pragmatisch oder populistisch angesehen wurde. Laut on-the-issues.org, einem Tracker von politischen Positionen von Politikern und Personen der Öffentlichkeit, ist Perot als Zentrist einzuordnen.

### Gesellschaftliche Themen
In gesellschaftlichen Themen vertrat Perot eher liberale Positionen: So unterstützte er nachdrücklich das Recht einer Frau auf Schwangerschaftsabbruch, was er später allerdings wieder etwas mäßigte, die Rechte Homosexueller, mehr medizinische AIDS-Forschung und eine allgemeine Krankenversicherung sowie strengere Waffengesetze.
In anderen Themen galt er jedoch als konservativer Hardliner: So war er ein Verfechter eines aggressiveren Vorgehens gegen Drogen, der Todesstrafe und Skeptiker der legalen und illegalen Migration niedrig qualifizierter Arbeitskräfte aus Mexiko.

### Wirtschafts- und Finanzpolitik
In finanzpolitischen Themen vertrat er konservative Positionen (Englisch: fiscal conservatism): Perot forderte einen Mix aus Steuererhöhungen, Ausgabenkürzungen, eine Reform der Sozialversicherungen und eine Schuldenbremse in der US-Verfassung, um das Haushaltsdefizit und die Staatsverschuldung zu reduzieren. Des Weiteren forderte er eine straffere Geldpolitik, um den US-Dollar stabil zu halten.
In wirtschaftlichen Fragen vertrat Perot eine aus vielen verschiedenen Komponenten bestehende Wachstumspolitik: Er war ein konsequenter Gegner des Freihandelsabkommens NAFTA und machte jenes für den Verlust von industriellen Arbeitsplätzen verantwortlich, was er als Giant Sucking Sound going South beschrieb. Zudem forderte er Investitionen in Bildung und Infrastruktur, sowie Steuersenkungen und Bürokratieabbau für kleine und mittelständische Unternehmen; Steuersenkungen für größere Unternehmen, Konzerne oder Wohlhabendere lehnte er jedoch ab.

### Sonstige Positionen
Perot galt als einer der ersten Unterstützer von e-Democracy, unterstützte Amtszeitbeschränkungen für Senatoren und Kongressmitglieder, sowie ein Verbot von Großspenden an Parteien.

## Werke
- Mit vereinten Kräften: So überwindet Amerika seine schwere Krise. Aus dem Englischen von Walter Hofmann. Börsenbuch-Verlag, Kulmbach 1990, ISBN 3-922669-04-2.
- My Life & the Principles for Success. Summit Publication Group, Arlington, Texas 1996, ISBN 1-56530-237-0 (Autobiographie).
- Ross Perot, Paul Simon: The Dollar Crisis: A Blueprint to Help Rebuild the American Dream. The Summit Publishing Group 1996, ISBN 1-56530-217-6.